# Sweet Movie
A Sweet Movie 1974-ben bemutatott színes, kanadai–francia–nyugatnémet filmdráma. Dušan Makavejev alkotásának premierje az 1974-es cannes-i filmfesztiválon, a Rendezők Kéthete nevű szekcióban volt, ahol éppúgy megosztotta a közönséget, mint a világ bármelyik pontján, ahol később bemutatták. A vasfüggöny innenső oldalán természetesen évekig szó sem lehetett a premierről, hiszen a rendező egyébként is nemkívánatos személy volt a szocialista országokban, miután W. R., avagy az organizmus misztériuma (1971) című filmjével úgymond „megsértette” Lenin emlékét és a kommunizmus „szent” eszméjét.
Makavejev 1973-ban elhagyta a hazáját, és Nyugatra távozott. Az igazsághoz hozzátartozik, hogy a Sweet Movie – a W. R.-rel ellentétben – Nyugaton sem váltott ki osztatlan lelkesedést, hiszen a provokatív mű lényegében a rendező azon álláspontját tükrözi, hogy valójában sem a kommunizmus, sem a kapitalizmus nem ideális társadalmi forma az egyén számára, mert mindkettő a maga céljaira kizsákmányolja az emberi testet.
Magyarországon a rendszerváltozás után került sor a bemutatóra. 1990-ben Budapesten életműsorozatot rendeztek Makavejev filmjeiből. Az eseményre a rendezőt is meghívták, aki magával hozta a Sweet Movie-t, melyet két alkalommal vetítettek le a közönségnek videókazettáról. Két évvel később a budapesti Örökmozgó filmszínház mutatta be a filmet. Noha külföldön a Sweet Movie nem tartozik a tévécsatornák repertoárdarabjai közé, hazánkban az állami televízió és a Filmmúzeum tévécsatorna is többször sugározta.

## A cselekmény
|  | Alább a cselekmény részletei következnek! |

1984-ben vagyunk. Egy nagyszabású show keretében választják ki a világ legszebb szűzlányát. A győztes jutalma, hogy feleségül veszi őt a verseny fő szponzora, az Erényöv Alapítvány elnöknőjének fia, az 50 milliárd dollár vagyonnal rendelkező Mr. Alpanaple. Egymás után érkeznek a versenyzők: először Miss Rodézia, majd Miss Kongó. Miss Jugoszlávia annyira biztos a győzelmében, hogy a nőgyógyász vizsgálószéke helyett azonnal a győztes számára fenntartott trónra ül, majd miután közlik vele, hogy előbb a szükséges vizsgálaton is át kell esnie, igen harciassá válik. Az incidens után jön az újabb versenyző, a bájos Miss Kanada, aki minden szempontból tökéletesen megfelelőnek tűnik. A leányzót hamarosan már újdonsült férje, Mr. Alpanaple (Mr. Kapital) magánrepülőgépén látjuk, amint a Niagara-vízesés fölött elrepülve közös otthonuk felé tartanak. A gépen a férfi hatalmas vagyonával és sikeres üzleteivel dicsekszik. Az elképesztően giccses miliőben tervezett nászéjszaka rendhagyóra sikerül: Miss Kanada sikoltozásban tör ki, miután megpillantja férje arannyal bevont falloszát. Igazi „aranyeső” következik: Mr. Kapital levizeli az előzőleg gondosan megmosdatott asszonyát.

A Patyomkin matróza (Pierre Clémenti)

Ezalatt Amszterdam csatornáin egy hatalmas Marx-fejjel ékesített hajó úszik a vízen, a Survival (Túlélő). A partról a Patyomkin matróza lelkesen igyekszik nyomon követni a hajó útját, melynek Anna Planeta személyében női kapitánya van. A magát Lev Bakunyinnak nevező matróz végül feljut a hajóra, ahol Anna azt kérdezi tőle, mi lett az 1905-ös forradalommal. Lev azt feleli, ő lesz Anna új szeretője, hiszen amúgyis elkelne a hajón egy matróz. Anna és barátnője megfürdetik a matrózt, ám Anna váratlanul azt mondja neki, hogy ne maradjon a hajón, mert tele van halottakkal. A férfi erre azt válaszolja, hogy az egész világ tele van velük. A cselekményt ekkor eredeti német híradófelvételek szakítják meg: a katyni mészárlás áldozatainak exhumálását látjuk a döbbenetes képsorokon. Fürdés után a matróz meztelenül beleveti magát egy hatalmas, cukorral teli ládába.
E közben a Mr. Kapital feleségének szerepére alkalmatlannak bizonyult Miss Kanada nem hajlandó önként kilépni a házasságból, igényt tartana a házra vagy legalábbis tartásdíjra. Válaszul idős anyósa egy ügyvéd segítségével kis híján egy úszómedencébe fojtja, majd egy néger izomkolosszusnak, Jeremiah Muscle-nek adja át. A néger egy óriási, tejesüveg formájú építménybe viszi magával a nőt, ahol előbb izmait és állóképességét fitogtatja, majd magáévá teszi a hasztalanul védekező szépséget. Utána becsomagolja a nőt egy bőröndbe, és poggyászként feladja Párizsba. A francia fővárosban Miss Kanada megismerkedik Mr. Machóval, akit teljesen megbabonáz. Az Eiffel-torony egyik szintjén kezdenek szerelmeskedni, a váratlanul fellépő hüvelyizomgörcs miatt azonban a nő foglyul ejti a férfi hímtagját. Az attrakciót figyelő tömeg éljenzése közben a kiérkező orvosoknak sikerül megoldani a problémát. A szépséget rövidesen egy kommuna gusztustalan lakomáján látjuk viszont, ahol egyazon asztalnál folyik a zabálás, az ivászat és az ürítkezés, melybe az okádás éppúgy beletartozik, mint a vizelés. Természetesen a székelés sem marad el, majd a kommuna tagjai meztelen csoporttánccal folytatják a féktelen mulatozást.
A Survivalre közben újabb vendégek érkeznek: néhány gyerek, akik boldogan ízlelgetik a hajó mélyének csábító ínyencségeit, a rengeteg édességet. Rövidesen megjelenik a menyasszonynak öltözött Anna, aki erotikus csábtáncot lejt előttük, levetve a testét amúgy is alig fedő ruhadarabokat. Később a nőt és szeretőjét, a matrózt a „cukorágy”-ban látjuk. Szeretkezésük végén Anna megöli a matrózt egy hatalmas késsel. Rövidesen megérkezik a rendőrség: a Survival kikötött, a hatóság pedig elviszi a kézzel-lábbal ellenálló Annát és barátnőjét. Partra teszik a holttesteket is, a gyerekeket és a matrózt. Miss Kanadát egy csokoládéreklám forgatásán látjuk viszont: csupasz testére folyékony csokoládét öntenek, melyben a szépség eksztatikus mozgással vonaglik és hempereg, valósággal belefullad a ráfolyó édességbe…

## Érdekességek
- Francis Ford Coppolára állítólag olyan mély benyomást tett a W. R., hogy felajánlotta Makavejev számára az akkor még csak körvonalazódó filmterve, az Apokalipszis most (1979) megrendezését. Makavejevet azonban nem érdekelte a téma, helyette inkább a Sweet Movie-t rendezte meg. Egyébként az 1974-es cannes-i filmfesztivált, ahol Makavejev filmje versenyen kívül szerepelt, Coppola nyerte a Magánbeszélgetés (1974) című drámájával.

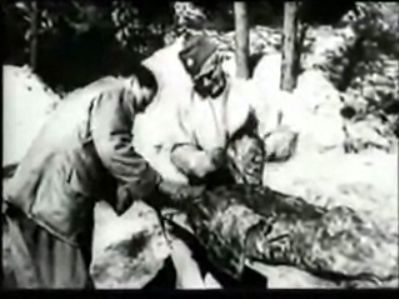
A katyni áldozatok exhumálása

- A Sweet Movie-ban eredeti dokumentumfelvételek láthatók a katyńi vérengzés áldozatainak kihantolásáról. 1940. március 5-én Sztálin parancsára az NKVD borzalmas mészárlást rendezett a hadifogolytáborokban őrzött lengyel tisztek körében: az áldozatok száma 15 ezer és 22 ezer fő között lehetett. A tetemeket a katyni erdőnél földelték el, bár állítólag nem mindenkivel ott végeztek. A sztálinista vezetés eleinte igyekezett eltitkolni a tömeggyilkosságot, ám 1943-ban a megszálló német csapatok feltárták a tömegsírokat. A szovjet propagandagépezet innentől kezdve azt terjesztette, hogy a mészárlást valójában a németek követték el, sőt a második világháború befejezése után a háborús bűnösök nürnbergi perében megkísérelték a nácikat elítéltetni Katyn miatt is, a nyugati hatalmak azonban ezt megakadályozták. A vasfüggönyön belül Katyn tabutéma lett, s ha egyáltalán szóba kerülhetett, akkor is a sztálini hazugságok hangzottak el róla. Nyugaton ugyan tudták, mi az igazság, de politikai érdekből Katynról ott sem beszéltek túl sokat. 1990. április 14-én a Szovjetunió végül hivatalosan is beismerte, hogy a katyni vérengzés az NKVD műve volt, ugyanakkor az illetékesek mindmáig elzárkóznak attól, hogy a tömeggyilkosságot emberiség elleni bűntettnek minősítsék. Mivel az évtizedek során az amúgy is kevés hivatalos irat jelentős részét tudatosan megsemmisítették, az események ködösítése tovább folyik: vannak olyan újabb keletű állítások, melyek szerint Katyn valójában a németek és a szovjetek közös akciója volt, akik a II. világháború legelején még szövetségesi viszonyban voltak, és megállapodtak Lengyelország felosztásáról.
- Filmkritikusok szerint a Sweet Movie-ban számos jelentős személyiség hatása felfedezhető. Így például a szexuálfilozófus Wilhelm Reiché, akinek vitatott elmélete volt Makavejev előző filmjének kiindulási alapja. Mihail Bahtyin orosz gondolkodónak a kulturális kritikával kapcsolatos fejtegetései szintén hatottak a filmre, akárcsak George Orwell híres regénye, az 1984, vagy Bertolt Brechtnek az „epikus színház”-ról vallott felfogása. A filmesek közül Szergej Eizenstein montázselméletének hatása mutatható ki a  filmben, illetve Jean-Luc Godard-é, aki egyéni és eredeti művészetet teremtett a montázs és a politika kombinálásával.
- Az Anna Planetát játszó lengyel színésznő, Anna Prucnal a filmben való szereplése miatt 7 évig nemkívánatos személy volt hazájában, és még akkor sem engedték be az országba, amikor haldokló édesanyját szerette volna meglátogatni.
- A kommunajelenetet Otto Mühl és 1972-ben alapított kommunája, a Vienna Actionists közreműködésével vették fel. Mühl egy későbbi interjúban „arcátlan giccs”-nek nevezte a kész filmet. A kommuna neve a filmben La voie lactée (Tejút), ami Luis Buñuel 1969-es, azonos című filmjére utal.
- 1975-ben a brit cenzúrahivatal, a BBFC nem engedélyezte a Sweet Movie angliai bemutatóját. Olaszországban a filmet Pier Paolo Pasolini ajánlásával forgalmazták. Pasolini Az Ezeregyéjszaka virágai című filmje a Sweet Movie-hoz hasonlóan az 1974-es cannes-i fesztivál programjában szerepelt, ahol az olasz rendező felfigyelt Makavejev provokatív alkotására. Pasolini utolsó filmje, a szintén viharos fogadtatásban részesült Salò, avagy Szodoma 120 napja (1975) alaptémája hasonló a Sweet Movie-éhoz: az emberi test kizsákmányolása az államhatalom által.

## Magyar kritikai visszhang
„Amit a W. R., a Sweet Movie és a Montenegro hősei képzeletükben, s álomszerű, a tudat szigorú kontrollja alól kiszabadított cselekedeteikkel megélnek, az nem más, mint alászállás a zsigerekbe. Itt minden puszta fizikai valóságában jelenik meg: a test funkciói azonosak a történéssel. A meztelenség, az erekció, a szeretkezés, az okádás, az ürítkezés és a gyilkosság egyforma dramaturgiai szerepet kap. A W. R.-ben olyan magától értetődő természetességgel beszélnek a nemi ösztönről és a szexusról, mint jobb körökben az üzleti életről vagy az időjárásról; a Sweet Movie-ban a halál, mi több, a hulla olyan képi összekötőelem, mint finomkodó filmekben a naplemente, a szabadon szárnyaló madár vagy a virágos mező. Az érzelmek torz mása, a szenvedély az egyetlen nyelv, amelyen Makavejev öntudatlan teremtményei kommunikálni tudnak. Meglehet, nekik a kommunikáció is módfelett fennkölt kifejezés. Hiszen ők csak zavartatás mentesen vegetálnak, vannak, ahogy éppen jólesik, abban a pózban, abban az ágyban és abban az ínycsiklandóan új szituációban, amit a véletlen, esetleg egy kósza ötlet eléjük vetett. […] Makavejev korai alkotásaiban még csak bimbózik az emberi viselkedés fonákjának ábrázolása. A W. R.-ben kezdi, s a Sweet Movie-ban teljesíti ki a testiségnek azt a nyers, hamis illúzióktól és szenteskedő fogalmaktól, vizuális közhelyektől mentes képi megjelenítését, amit filmen hozzáfoghatóan senki sem mutatott meg. Makavejev azt tette a moziban, amit Kundera A lét elviselhetetlen könnyűsége című regényében: a szarról elmélkedett. Újra leemelte az embert abból az isteni és ideologikus magasságból, ahová a papok és a politikusok száműzték, és megmutatta legrejtettebb valóját: diszkrét viszonyát állati funkcióihoz.”

(Koltai Ágnes: Bizarr szentség (Dušan Makavejevről). In: Filmvilág 1990/8, 30–33. oldal)
„A Sweet Movie már műfaji tekintetben is kaján: a burleszkien stilizált, allegorikus mozi-tandráma és a kinematografikus performance keresztezése. Ez a csalárd kettősség mit sem ront a film szürreális egységén, sőt, erősíti azt. Aki egyszerűen mint drámai konstrukciót próbálja értelmezni a cselekményt, idővel összezavarodik az erővonalak közt. A motívumok összefüggései ugyanis nincsenek gondolatilag rendbe hozva a filmben, pontosabban: kétneműen vannak rendbe hozva, felerészben dramatikusan, felerészben pedig képzőművészeti jelleggel. A remélt tanulságokat lesve tehát elakadunk és tévelyegni kezdünk, sőt, már a csak burleszki jelenetek hangulatváltásait sem tudjuk mire vélni. Megtehetjük viszont, hogy a látottakból magunk kreálunk »mondandót«, és háborgunk azon, miféle mondandó ez, vagy lenyűgöződünk attól, amit kiötlöttünk. Impulzusok mindehhez bőséggel kínálkoznak itt, mintegy az élet szürrealitását imitálva. Ám közben a film attraktív tandrámai terelővonalaitól mégsem tekinthetünk el. Kénytelenek vagyunk »nagyra nézni«: a Történelemre, a Homo Sapiensre.”

(Ardai Zoltán: Sweet Movie (Niagara kanális). In: Filmvilág 1992/6, 20 oldal)

## Főszereplők
- Carole Laure (Miss Monde 1984 / Miss Kanada)
- Pierre Clémenti (a Patyomkin matróza / Lev Bakunyin)
- Anna Prucnal (Anna Planeta / Ann kapitány)
- Sami Frey (El Macho)
- Jane Mallett (PDG / Az Erényöv Alapítvány elnöknője)
- Roy Callender (Jeremiah Muscle)
- John Vernon (Mr. Kapital / Mr. Alpanaple)
- Hansi Roll
- Therese Schulmeister
- Renata Steiger
- Berndt Stein
- Herbert Stumpfl
- Otto Mühl (Otto Muehl néven szerepel a stáblistán)
- Catherine Sola
- Louis Bessières
- Mélanie Brévan
- Fabrice Dague
- Don Arioli
- Barry Baldaro
- Lucia Bensasson
- Daniel Berek
- Paul Birerman
- Denis Boucher
- Ron Burtnett
- Marpessa Dawn (Mama Communa)

## Külső hivatkozások
- A Sweet Movie az Internet Movie Database oldalain
- Angol nyelvű esszé Archiválva 2007. december 10-i dátummal a Wayback Machine-ben